# Găiceana, Bacău
Găiceana (în maghiară Gajcsána; în trecut, Târgu Găiceana) este satul de reședință al comunei cu același nume din județul Bacău, Moldova, România.

## Apartenența administrativă
Până în anul 1968, localitatea a purtat numele de Târgu Găiceana. La 1900, Târgu Găiceana aparținea de plasa Berheciu din județul Tecuci și era reședința comunei omonime din care mai făceau parte și satele Ghilovești, Huțu, Lunca, Marginea, Petroasa, Popești, Recea, Ungureni, Valea Morii și Zlătăreasa.
În 1925, Târgu Găiceana era încă reședința comunei, care încorpora în total tot 11 sate, ca și înainte de război. În urma legii de unificare administrativă a țării din 14 iunie 1925, Târgu Găiceana a devenit și reședința plășii Găiceana, în cadrul aceluiași județ Tecuci. Localitatea se afla la 64 km de orașul Tecuci, reședința județului, și la 28 km de cea mai apropiată gară, cea din Adjud.
Legea administrației locale din 1931 consemnează următoarele sate: Ghilăvești, Gura Zlătăresei, Huțu, Lunca, Marginea, Petroasa, Popești, Recea, Târgu Găiceana, Unguri, Valea Morii și Zlătăreasa.
Prin reforma administrativă din 7 septembrie 1950, prin care România a fost reîmpărțită în raioane și regiuni, localitatea a trecut în administrarea raionului Răchitoasa din regiunea Bârlad, iar din 1956 în administrarea raionului Adjud din regiunea Bacău. În 1968 a fost transferată la județul Bacău. Tot atunci, satul Târgu Găiceana a luat numele de Găiceana și au fost desființate satele Lunca, Marginea, Petroasa și Recea, care au fost comasate cu satul Găiceana.

## Domeniul Găiceana
În secolul al XIX-lea, satul Găiceana și mai multe dintre satele învecinate făceau parte dintr-o singură mare moșie. Domeniul care a fost proprietatea lui Alexandru Sturdza până la moartea acestuia din 1863, a trecut în posesia lui Matei Sturdza și a Zoei, căsătorită Balș. În scurtă vreme au murit și cei doi, iar moșia i-a revenit celuilalt fiu al lui Alexandru Sturdza, Dimitrie A. Sturdza. Deși un bun administrator și organizator în atîtea domenii de activitate, noul proprietar s-a mulțumit vreme de mai mulți ani să își exploateze moșia de la Găiceana fără a aduce îmbunătățiri.

### Sub administrarea lui Eugen Brote (1898-1908)
În 1897, moșierul liberal Dimitrie A. Sturdza l-a adus în vizită la moșia sa moldovenească pe prietenul său Eugen Brote, un agronom, publicist și politician ardelean. Brote a sesizat imediat potențialul uriaș, dar a observat și administrarea deficitară a domeniului. Sturdza și Brote au devenit asociați „în scopul cultivării raționale și rentabile a moșiei” și au încheiat o convenție pe zece ani în acest sens.
În primăvara anului 1898, Eugen Brote s-a stabilit pe moșia de la Găiceana împreună cu familia sa. În calitate de asociat, el a investit mari sume de capital modernizând domeniul, în încercarea a crea o moșie model cu sate model.
După reforma agarară de la sfârșitul Primului Război Mondial, cea mai mare parte a vechiului domeniu Găiceana a fost expropriat, iar pământul a fost împărțit țăranilor. În 1925 mai figurau ca mici moșieri inginerul I. Motozoe cu 260 ha (moșia Găiceana) și N. Niculescu cu 560 ha de moșie și pădure (moșia Găiceanu).

## Băncile din Găiceana

### Banca Populară din Găiceana
Asociatul la administrarea moșiei Găiceana, Eugen Brote, a fost un adept al sistemului cooperatist și aparținea ramurii de stânga a național-liberalismului, din care făcea parte și Spiru Haret. Fenomenul de constiuire a băncilor populare a ajuns în România încă din 1891-1893, dar a luat amploare abia după ce Spiru Haret a ajuns ministru. În 1898 existau 24 de bănci populare în România, în 1900 erau 80, în 1902 erau 710, iar în 1904 aveau să ajungă 1625. Inspirat de acest curent, Brote a luat inițiativa de a crea o bancă cooperativă și pe moșia pe care o administra. Drept urmare, la data de 31 martie 1902(st.v.), a avut loc adunarea de constituire a Băncii Populare din Găiceana. Președinte al acesteia a fost ales Eugen Brote, iar vicepreședinte, Miron Costin. Locuitorii de pe moșia Găiceana dispuneau de mijloace limitate, drept pentru care banca s-a înființat cu numai 50 de membri și un capital inițial de 900 de lei. Banca a fost înființată pentru o perioadă de 10 ani, cu posibilitatea de prelungire, taxa de înscriere fiind de 2 lei și cotițzația lunară de 50 de bani. Capitalurile depuse beneficiau de o dobândă de 6% pe an, iar împrumuturile erau acordate pentru perioade de 3 sau 6 luni cu dobândă de 10% membrilor și de 12% străinilor. Chiar dacă începutul a fost dificil, în numai câțiva ani instituția a devenit un succes. La sfârșitul anului 1908, Banca Populară din Găiceana avea 126 de membri, iar cu un capital de 37.560 de lei era pe locul șase ca mărime între cele 44 de bănci din județul Tecuci. În anul 1925, capitalul băncii ajunsese la 150.000 de lei, iar președintele acesteia era Iorgu Postelnicu, preotul paroh din Găiceana de la acea vreme.

### Banca Federală Concordia
În pofida rezultatelor notabile, forța financiară a băncilor populare rămânea destul de mică. Încă din 1906, mai multe bănci populare sărace din împrejurimile satului Găiceana au hotărât crearea unei bănci populare federale, prima de acest fel din România. Înființată la 8/21 iulie 1907, Banca Federală Concordia reunea nouă bănci populare și dispunea de un capital inițial de numai 4.500 de lei (la care fiecare bancă a contribuit cu câte 500 de lei). Această nouă inițiativă, o premieră pe plan național, s-a dovedit un succes încă și mai mare. În numai trei luni capitalul subscris a crescut la 22.000 de lei, iar în anul 1908 a ajuns la 50.000 de lei.

### Perioada interbelică
În anul 1925, primar al comunei era Gheorghe Bogu, iar preot paroh era Iorgu Postelnicu. Întrucât juca un rol mai însemnat la nivelul județului, în Găiceana își desfășurau activitatea un notar (Ioan I. Ciobotaru), un ceasornicar (Melian Costache), un brutar (Gheorghe Dumitru), doi băcani (Andrei Baciu și Rudolf Marcovici) și șase cârciumari. În comună existau numai două școli, una în Târgu Găiceana, iar cealaltă în satul Huțu. Ele erau deservite de trei învățători (Gheorghe Chilizu, Sp. Rabega și M. Cârlan) și o învățătoare (Agripina Cârlan).

## Demografie
La recensământul din 1930 datele privitoare la Târgu Găiceana au fost înregistrate în dreptul celor pentru satul Recea. Conform datelor din recensămintele din 1941 și 1956, când datele au fost culese separat pentru fiecare sat în parte, reiese că Târgu Găiceana era cea mai mică dintre localitățile care fac astăzi parte din satul Găiceana.
| Localitatea      | 1930  | 1941  | 1956  | 1966 | 1977 | 1992 | 2002 | 2011 | 2021 |
| ---------------- | ----- | ----- | ----- | ---- | ---- | ---- | ---- | ---- | ---- |
| Lunca            | 261   | 273   | 234   |      | -    | -    | -    | -    | -    |
| Marginea         | 271   | 246   | 246   |      | -    | -    | -    | -    | -    |
| Petroasa         | 311   | 386   | 352   |      | -    | -    | -    | -    | -    |
| Recea            | 425   | 364   | 356   |      | -    | -    | -    | -    | -    |
| (Târgu) Găiceana | -     | 155   | 219   |      |      |      |      |      | 841  |
| Total            | 1.268 | 1.424 | 1.407 |      |      |      |      |      | 841  |